# الجبات (المضاربة والعارة)

تعديل مصدري - تعديل

الجبات هي إحدى قرى عزلة العارة بمديرية المضاربة والعارة التابعة لمحافظة لحج، بلغ تعداد سكانها 69 نسمة حسب تعداد اليمن لعام 2004.